# Agrionoptera sanguinolenta
Agrionoptera sanguinolenta – gatunek ważki z rodziny ważkowatych (Libellulidae).